# Provincia Litoral del Callao
Provincia Litoral del Callao o Provincia del Callao, fue una antigua provincia con régimen especial que existió entre 1836 a 1857, creada durante la Confederación Perú-Boliviana.
Entre 1836 a 1839, se denominó como Provincia Litoral del Callao o Gobierno Político y Militar del Callao, esta provincia era una entidad territorial del Estado Nor-Peruano, con autonomía política en sus asuntos internos, administrada por un Gobernador Político-Militar.
Tras la disolución de la Confederación, esta entidad continuó existiendo como Provincia Litoral del Callao hasta 1857, siendo parte de la República Peruana.

## Historia
El 20 de agosto de 1836, Andrés de Santa Cruz, protector del Estado Nor-Peruano, crea la Provincia Litoral del Callao, desgajandola del Departamento de Lima, como una provincia con régimen especial.
Tras la disolución de la Confederación y la Restauración peruana, el 22 de abril de 1857, en el gobierno Ramón Castilla, mediante la Convención Nacional que presidía el abogado cajamarquino José Gálvez Egúsquiza, promueve al Callao al rango de Provincia Constitucional.